# Luis Francisco Rodríguez
Luis Francisco Rodríguez Leiva (San José, 28 de febrero de 1992) es un futbolista costarricense que jugaba como portero  en la Asociación Deportiva Municipal Turrialba de la Segunda División de Costa Rica.
Rodríguez se formó en las ligas menores del Cartaginés y asistió a la Copa Mundial Sub-17 de 2009 celebrada en Nigeria y donde la Selección de Costa Rica se despidió en primera ronda.

## Clubes
| Club          | País       | Año         |
| ------------- | ---------- | ----------- |
| Paraíso Total | Costa Rica | 2012 - 2014 |
| Turrialba FC  | Costa Rica | 2015 - 2021 |

## Mundiales
| Mundial                | Sede    | Resultado     |
| ---------------------- | ------- | ------------- |
| Mundial Sub-17 de 2009 | Nigeria | Primera ronda |